# آتش‌سوزی معبد کولام
در ساعت حدود ۳:۳۰ به وقت محلی در تاریخ ۱۰ آوریل ۲۰۱۶ میلادی، انفجاری در معبد پوتینگال در پاراوور کولام در هند، بر اثر جشن آتش‌بازی رخ داد. در این حادثه، ۱۱۰ نفر کشته و بیش از ۳۵۰ نفر زخمی شدند که برخی از آن‌ها دچار سوختگی شدید شدند. بر اساس گزارش‌های محلی، انفجار و آتش‌سوزی توسط ترقه‌های استفاده شده در جشن اتفاق افتاده است. معبد، از مقامات دولت کرالا مجوزی برای برگزاری جشن آتش‌بازی نداشته‌است. حدود ۱۵ هزار زائر برای بزرگداشت جشن‌های محلی هندوها در معبد گرد آمده‌بودند.

## واکنش‌ها
نارندرا مودی نخست‌وزیر هند، عصر همان روز به همراه اومن چاندی وزیر مختار کرالا برای بازدید، به منطقه رفت. و تأثر خود را از حادثه، در توئیتر بیان کرد. راهول گاندی نایب رئیس کنگره نیز از قربانیان بازدید کرد. احزاب سیاسی فعالیت‌های تبلیغی برای انتخابات مجلس را در کرالا متوقف کردند.